# Südafrikanische Cricket-Nationalmannschaft in Australien in der Saison 1952/53
Die Tour der südafrikanischen Cricket-Nationalmannschaft nach Australien in der Saison 1952/53 fand vom 5. Dezember 1952 bis zum 12. Februar 1953 statt. Die internationale Cricket-Tour war Bestandteil der Internationalen Cricket-Saison 1952/53 und umfasste fünf Tests. Die Serie endete 2–2 unentschieden.

## Vorgeschichte
Für beide Mannschaften war es die erste Tour der Saison.
Das letzte Aufeinandertreffen der beiden Mannschaften bei einer Tour fand in der Saison 1949/50 in Südafrika statt.

## Stadien
Die folgenden Stadien wurden für die Tour als Austragungsort vorgesehen.
| Stadion                  | Stadt     | Kapazität | Spiele       |
| ------------------------ | --------- | --------- | ------------ |
| Adelaide Oval            | Adelaide  | 53.583    | 4. Test      |
| The Gabba                | Brisbane  | 42.000    | 1. Test      |
| Melbourne Cricket Ground | Melbourne | 100.024   | 2. & 5. Test |
| Sydney Cricket Ground    | Sydney    | 48.000    | 3. Test      |

## Kaderlisten
Die Mannschaften benannten die folgenden Kader.
| Test | Test |
| Australien | Südafrika |
| --- | --- |
| - Lindsay Hassett (K) - Ron Archer - Richie Benaud - Ian Craig - Neil Harvey - Graeme Hole - Ian Johnson - Bill Johnston - Gil Langley (wk) - Ray Lindwall - Colin McDonald - Keith Miller - Arthur Morris - Geff Noblet - Doug Ring | - Jack Cheetham (K) - Russell Endean - Eddie Fuller - Ken Funston - Headley Keith - Percy Mansell - Jacky McGlew - Roy McLean - Michael Melle - Anton Murray - Hugh Tayfield - John Waite (wk) - John Watkins |

## Tour Matches
Südafrika bestritt während der Tour 11 Tour Matches.

## Tests

### Erster Test in Brisbane
| 5. – 10. Dezember Scorecard | Brisbane | Australien 280 (81.5) & 277 (98.3) | – | Südafrika 221 (62.6) & 240 (107) |
|                             |          | Australien gewinnt mit 96 Runs     |   |                                  |

Australien gewann den Münzwurf und entschied sich als Schlagmannschaft zu beginnen.

### Zweiter Test in Melbourne
| 24. – 30. Dezember Scorecard | Melbourne | Südafrika 227 (71.6) & 388 (128.5) | – | Australien 243 (71.4) & 290 (95.1) |
|                              |           | Südafrika gewinnt mit 82 Runs      |   |                                    |

Südafrika gewann den Münzwurf und entschied sich als Schlagmannschaft zu beginnen.

### Dritter Test in Sydney
| 9. – 13. Januar Scorecard | Sydney | Südafrika 173 (63.2) & 232 (69.2)                | – | Australien 443 (131.2) |
|                           |        | Australien gewinnt mit einem Innings und 38 Runs |   |                        |

Südafrika gewann den Münzwurf und entschied sich als Schlagmannschaft zu beginnen.

### Vierter Test in Adelaide
| 24. – 29. Januar Scorecard | Adelaide | Australien 530 (135) & 233-3d (47) | – | Südafrika 387 (141.4) & 177-6 (72) |
|                            |          | Remis                              |   |                                    |

Australien gewann den Münzwurf und entschied sich als Schlagmannschaft zu beginnen.

### Fünfter Test in Melbourne
| 6. – 12. Februar Scorecard | Melbourne | Australien 520 (133.4) & 209 (84.2) | – | Südafrika 435 (143.1) & 297-4 (95.5) |
|                            |           | Südafrika gewinnt mit 6 Wickets     |   |                                      |

Australien gewann den Münzwurf und entschied sich als Schlagmannschaft zu beginnen.